# تپه عاشق حصار ۳
تپه عاشق حصار ۳ در شهرستان تاکستان، کیلومتر۱۲جاده تاکستان به نیکویه واقع شده و این اثر در تاریخ ۲۵ اسفند ۱۳۷۸ با شمارهٔ ثبت ۲۶۷۰ به‌عنوان یکی از آثار ملی ایران به ثبت رسیده است.